# 朱紅灯
朱 紅灯（しゅ こうとう、Zhu Hongdeng、? - 1899年）は、義和団の指導者の一人。

## 略史
山東省泗水県出身。明朝の皇室の末裔を自称した。1899年春より、長清県・茌平県・平原県一帯で義和団を率いてキリスト教教会との抗争事件を起こす。10月に民衆を率いて、平原の岡子李荘で知県の蒋楷を撃破し、森羅殿でも清軍相手に善戦した。後に茌平で民衆を率いて張荘の教会を焼き打ちして、12月24日に山東巡撫の袁世凱に捕らえられ、済南で処刑された。